# Essa Al Mehyani
Essa Mohammad Humod Al Mehyani Al Hodhali (arabe : عيسى محمد حمود المحياني الهذلي), né le 22 juin 1983 à La Mecque en Arabie saoudite, est un joueur de football international saoudien, qui évoluait au poste d'attaquant.

## Biographie

### Carrière en club
Essa Al Mehyani joue de nombreux matchs en Ligue des champions d'Asie. Il atteint les demi-finales de cette compétition en 2010 avec le club d'Al Hilal. Il inscrit trois buts dans cette compétition cette année là.

### Carrière en sélection
Avec les moins de 20 ans, il participe à la Coupe du monde des moins de 20 ans en 2003. Lors du mondial junior organisé aux Émirats arabes unis, il joue trois matchs, inscrivant un but contre l'Irlande.
Essa Al Mehyani reçoit 20 sélections en équipe d'Arabie saoudite entre 2005 et 2012, inscrivant sept buts. Il joue son premier match en équipe nationale le 3 décembre 2005, contre la Palestine. C'est lors de ce match qu'il inscrit son premier but en sélection (victoire 2-0).
Il inscrit son second but le 27 janvier 2006, contre le Liban (défaite 1-2). Il marque son troisième but le 6 septembre 2006, contre l'Inde (victoire 7-1). Par la suite, le 11 octobre 2006, il inscrit un doublé contre le Yémen (victoire 5-0). Il marque ses deux derniers buts le 22 juin 2012, contre le Koweït, à l'occasion de la Coupe arabe des nations (victoire 4-0). Il joue son dernier match le 14 octobre 2012, contre le Congo.

## Palmarès
| Al Hilal \| - Championnat d'Arabie saoudite (2) : - Champion : 2009-10 et 2010-11. - Meilleur buteur : 2005-06 (16 buts). - Coupe Crown Prince d'Arabie Saoudite (4) : - Vainqueur : 2010, 2011 et 2012. \| \| - Coupe du Roi des champions d'Arabie saoudite : - Finaliste : 2010. - Prince Faisal Cup : - Finaliste : 2010. \| |  | Al Shabab - Coupe du Roi des champions d'Arabie saoudite (1) : - Vainqueur : 2014. - Supercoupe d'Arabie saoudite (1) : - Vainqueur : 2014. |
| - Championnat d'Arabie saoudite (2) : - Champion : 2009-10 et 2010-11. - Meilleur buteur : 2005-06 (16 buts). - Coupe Crown Prince d'Arabie Saoudite (4) : - Vainqueur : 2010, 2011 et 2012. |  | - Coupe du Roi des champions d'Arabie saoudite : - Finaliste : 2010. - Prince Faisal Cup : - Finaliste : 2010.                              |